# Владимиренко Олександр Володимирович
Олександр Володимирович Владимиренко (* 1955) — Герой України, машиніст дистрибутора конвертерного цеху комбінату ВАТ «Арселор Міттал Кривий Ріг».

## Біографія
Народився у 1955 році.
Здобув середню технічну освіту.
Трудову діяльність розпочав у 1975 році підручним сталевара конвертерного цеху комбінату «Криворіжсталь». У 1975—1977 рр. проходив службу у лавах Радянської армії. У 1977 році продовжив роботу на комбінаті підручним сталевара, сталеваром, машиністом дистрибутора конвертерного цеху.

## Нагороди
Згідно з Указом Президента України «Про присвоєння О. Владимиренку звання Герой України» від 4 серпня 2004 року № 863/2004 «за визначні особисті заслуги перед Українською державою у розвитку металургії, досягнення високих виробничих показників, багаторічну самовіддану працю» присвоєно звання Герой України з врученням ордена Держави.